# Шипчеста игла
Шипчестата игла (Syngnathus schmidti) е вид морска риба от семейство иглови (Syngnathidae).

## Разпространение и местообитание
Видът е разпространен в Черно море и Азовско море. Среща се на дълбочина от един до 10 метра, и в по-редки случаи до 100 метра.

## Описание
На дължина може да достигне до 11 см.